# Lista de cidades na voivodia de Santa Cruz
Na voivodia de Santa Cruz há 51 cidades com uma população total de 528 885 habitantes, representando aproximadamente 45,08% da população total da voivodia.
A maior cidade e a capital da voivodia é Kielce, com uma população de 181 211 habitantes. A população de Kielce constitui 34,63% da população urbana da voivodia. A voivodia tem um total de 13 cidades condados, incluindo uma cidade com direitos de condado — Kielce. A menor cidade condado é Kazimierza Wielka, com uma população de 4 969 habitantes, enquanto a maior cidade não sede de condado é Suchedniów, com uma população de 7 400 habitantes. Opatowiec tem a menor população, com 307 pessoas, que também é a menor cidade da Polônia. Além desta, há cinco outras cidades na voivodia com populações de menos de 1 000 habitantes: Działoszyce, Nowy Korczyn, Szydłów, Wiślica e Wodzisław.
Kielce tem a maior área, com 109,7 km², e Działoszyce a menor, com 1,9 km². A área total das áreas urbanas na voivodia é de 825,9 km², ou aproximadamente 7,05% de sua área. Ao mesmo tempo, a maior densidade populacional na voivodia, de 1 652,6 hab./km², está em Kielce, enquanto a menor densidade está em Opatowiec — 56 hab./km².
O maior número — dez cidades — está localizado no condado de Kielce: Bodzentyn, Chęciny, Chmielnik, Daleszyce, Łagów, Łopuszno, Morawica, Nowa Słupia, Piekoszów e Pierzchnica, enquanto apenas uma cidade está localizada no condado de Włoszczowa.
Em 1 de janeiro de 2025, Sobków, no condado de Jędrzejów, tornou-se a 51.ª cidade.
| Distribuição das cidades no mapa da voivodia de Santa Cruz |
| --- |
| Kielce Ostrowiec Świętokrzyski Starachowice Skarżysko-Kamienna Sandomierz Końskie Busko-Zdrój Jędrzejów Staszów Pińczów Włoszczowa Suchedniów Połaniec Sędziszów Opatów Stąporków Kazimierza Wielka Chęciny Ożarów Chmielnik Małogoszcz Radoszyce Ćmielów Daleszyce Kunów Wąchock Koprzywnica Bodzentyn Osiek Morawica Klimontów Oleśnica Zawichost Łagów Piekoszów Łopuszno Gowarczów Nowa Słupia Pierzchnica Iwaniska Skalbmierz Stopnica Bogoria Pacanów Sobków Wodzisław Szydłów Nowy Korczyn Działoszyce Wiślica Opatowiec Cidades por população: – mais de 100 mil; – de 50 a 100 mil; – de 20 a 50 mil; – de 10 a 20 mil; – de 5 a 10 mil; – menos de 5 mil; |

A tabela mostra todas as cidades da voivodia de Santa Cruz classificadas por população. As informações sobre a população são fornecidas com base nos dados do Escritório Central de Estatística em 31 de dezembro de 2024. Os nomes das cidades de condado estão em negrito e os nomes das cidades com direitos de condado estão adicionalmente em itálico. Os nomes dos prefeitos das cidades que usam o título de presidente estão em itálico.
| #   | Brasão | Nome                                    | Condado      | População (31 de dezembro de 2024) | Área [km²] | Densidade populacional [hab./km²] | Prefeito/Presidente  | Coordenadas                  |
| --- | ------ | --------------------------------------- | ------------ | ---------------------------------- | ---------- | --------------------------------- | -------------------- | ---------------------------- |
| 1.  |        | Kielce (cidade com direitos de condado) | Kielce       | 181 211                            | 109,7      | 1 653                             | Agata Wojda          | 50° 52′ 27″ N, 20° 38′ 00″ L |
| 2.  |        | Ostrowiec Świętokrzyski                 | Ostrowiec    | 61 637                             | 46,4       | 1 328                             | Artur Łakomiec       | 50° 55′ 57″ N, 21° 23′ 10″ L |
| 3.  |        | Starachowice                            | Starachowice | 44 038                             | 31,8       | 1 384                             | Marek Materek        | 51° 02′ 12″ N, 21° 04′ 15″ L |
| 4.  |        | Skarżysko-Kamienna                      | Skarżysko    | 40 928                             | 64,4       | 636                               | Arkadiusz Bogucki    | 51° 06′ 59″ N, 20° 52′ 01″ L |
| 5.  |        | Sandomierz                              | Sandomierz   | 21 114                             | 28,7       | 736                               | Paweł Niedźwiedź     | 50° 40′ 56″ N, 21° 44′ 56″ L |
| 6.  |        | Końskie                                 | Końskie      | 17 244                             | 17,7       | 974                               | Krzysztof Obratański | 51° 11′ 20″ N, 20° 24′ 22″ L |
| 7.  |        | Busko-Zdrój                             | Busko        | 14 235                             | 12,3       | 1 159                             | Jerzy Szydłowski     | 50° 28′ 14″ N, 20° 43′ 08″ L |
| 8.  |        | Jędrzejów                               | Jędrzejów    | 13 931                             | 11,4       | 1 225                             | Marcin Piszczek      | 50° 38′ 22″ N, 20° 18′ 15″ L |
| 9.  |        | Staszów                                 | Staszów      | 13 463                             | 26,9       | 501                               | Leszek Kopeć         | 50° 33′ 38″ N, 21° 10′ 00″ L |
| 10. |        | Pińczów                                 | Pińczów      | 9 632                              | 14,3       | 672                               | Włodzimierz Badurak  | 50° 31′ 13″ N, 20° 31′ 34″ L |
| 11. |        | Włoszczowa                              | Włoszczowa   | 9 467                              | 30,3       | 312                               | Grzegorz Dziubek     | 50° 51′ 15″ N, 19° 58′ 01″ L |
| 12. |        | Suchedniów                              | Skarżysko    | 7 400                              | 59,4       | 125                               | Dariusz Miernik      | 51° 03′ 06″ N, 20° 49′ 57″ L |
| 13. |        | Połaniec                                | Staszów      | 7 387                              | 17,4       | 424                               | Jacek Nowak          | 50° 25′ 57″ N, 21° 16′ 50″ L |
| 14. |        | Sędziszów                               | Jędrzejów    | 6 083                              | 7,92       | 768                               | Wacław Szarek        | 50° 33′ 46″ N, 20° 03′ 00″ L |
| 15. |        | Opatów                                  | Opatów       | 5 875                              | 9,36       | 628                               | Grzegorz Gajewski    | 50° 48′ 18″ N, 21° 25′ 29″ L |
| 16. |        | Stąporków                               | Końskie      | 5 052                              | 10,9       | 462                               | Jarosław Młodawski   | 51° 08′ 21″ N, 20° 33′ 10″ L |
| 17. |        | Kazimierza Wielka                       | Kazimierza   | 4 969                              | 6,1        | 932                               | Adam Bodzioch        | 50° 16′ 25″ N, 20° 29′ 04″ L |
| 18. |        | Chęciny                                 | Kielce       | 4 304                              | 14,13      | 305                               | Robert Jaworski      | 50° 48′ 10″ N, 20° 28′ 02″ L |
| 19. |        | Ożarów                                  | Opatów       | 4 172                              | 7,79       | 536                               | Piotr Ślęzak         | 50° 53′ 27″ N, 21° 40′ 04″ L |
| 20. |        | Chmielnik                               | Kielce       | 3 408                              | 7,8        | 437                               | Paweł Wójcik         | 50° 36′ 42″ N, 20° 44′ 59″ L |
| 21. |        | Małogoszcz                              | Jędrzejów    | 3 330                              | 9,7        | 344                               | Paweł Król           | 50° 48′ 48″ N, 20° 16′ 06″ L |
| 22. |        | Piekoszów                               | Kielce       | 2 976                              | 8,5        | 352                               | Teresa Jakubowska    | 50° 52′ 54″ N, 20° 27′ 42″ L |
| 23. |        | Radoszyce                               | Końskie      | 2 792                              | 17,2       | 163                               | Michał Pękala        | 51° 04′ 27″ N, 20° 15′ 47″ L |
| 24. |        | Ćmielów                                 | Ostrowiec    | 2 770                              | 13,3       | 208                               | Joanna Suska         | 50° 53′ 25″ N, 21° 30′ 53″ L |
| 25. |        | Daleszyce                               | Kielce       | 2 737                              | 15,5       | 177                               | Dariusz Meresiński   | 50° 48′ 13″ N, 20° 48′ 27″ L |
| 26. |        | Kunów                                   | Ostrowiec    | 2 701                              | 7,3        | 372                               | Lech Łodej           | 50° 57′ 31″ N, 21° 16′ 59″ L |
| 27. |        | Wąchock                                 | Starachowice | 2 440                              | 16,0       | 152                               | Robert Janus         | 51° 04′ 27″ N, 21° 00′ 49″ L |
| 28. |        | Koprzywnica                             | Sandomierz   | 2 357                              | 17,9       | 132                               | Aleksandra Klubińska | 50° 35′ 26″ N, 21° 35′ 01″ L |
| 29. |        | Bodzentyn                               | Kielce       | 2 079                              | 8,7        | 240                               | Dominik Dudek        | 50° 56′ 27″ N, 20° 57′ 28″ L |
| 30. |        | Osiek                                   | Staszów      | 1 962                              | 17,4       | 113                               | Magdalena Marynowska | 50° 31′ 12″ N, 21° 26′ 34″ L |
| 31. |        | Morawica                                | Kielce       | 1 759                              | 4,4        | 402                               | Marian Buras         | 50° 44′ 28″ N, 20° 37′ 36″ L |
| 32. |        | Klimontów                               | Sandomierz   | 1 747                              | 4,7        | 372                               | Marek Goździewski    | 50° 39′ 23″ N, 21° 27′ 10″ L |
| 33. |        | Oleśnica                                | Staszów      | 1 712                              | 10,0       | 171                               | Piotr Strzelecki     | 50° 27′ 00″ N, 21° 03′ 00″ L |
| 34. |        | Zawichost                               | Sandomierz   | 1 584                              | 20,3       | 78                                | Katarzyna Kondziołka | 50° 48′ 24″ N, 21° 51′ 23″ L |
| 35. |        | Łagów                                   | Kielce       | 1 511                              | 8,2        | 184                               | Sławomir Miechowicz  | 50° 46′ 36″ N, 21° 05′ 06″ L |
| 36. |        | Łopuszno                                | Kielce       | 1 437                              | 5,2        | 274                               | Andrzej Cieślicki    | 50° 56′ 55″ N, 20° 15′ 03″ L |
| 37. |        | Gowarczów                               | Końskie      | 1 320                              | 12,0       | 103                               | Joanna Dołowska      | 51° 16′ 42″ N, 20° 26′ 17″ L |
| 38. |        | Nowa Słupia                             | Kielce       | 1 290                              | 14,0       | 92                                | Andrzej Gąsior       | 50° 51′ 45″ N, 21° 05′ 13″ L |
| 39. |        | Pierzchnica                             | Kielce       | 1 255                              | 6,9        | 181                               | Stanisław Strąk      | 50° 41′ 50″ N, 20° 45′ 11″ L |
| 40. |        | Iwaniska                                | Opatów       | 1 206                              | 6,0        | 202                               | Marek Staniek        | 50° 43′ 54″ N, 21° 16′ 30″ L |
| 41. |        | Skalbmierz                              | Kazimierza   | 1 186                              | 7,1        | 166                               | Marek Juszczyk       | 50° 19′ 10″ N, 20° 23′ 57″ L |
| 42. |        | Stopnica                                | Busko        | 1 114                              | 4,6        | 250                               | Ryszard Zych         | 50° 26′ 21″ N, 20° 56′ 26″ L |
| 43. |        | Bogoria                                 | Staszów      | 1 088                              | 5,5        | 196                               | Marcin Adamczyk      | 50° 39′ 06″ N, 21° 15′ 36″ L |
| 44. |        | Pacanów                                 | Busko        | 1 032                              | 7,1        | 145                               | Krzysztof Eliasz     | 50° 24′ 12″ N, 21° 02′ 18″ L |
| 45. |        | Sobków                                  | Jędrzejów    | 1 010                              | 10,4       | 97                                | Tomasz Chaja         | 50° 41′ 57″ N, 20° 27′ 18″ L |
| 46. |        | Szydłów                                 | Staszów      | 958                                | 16,2       | 59                                | Andrzej Tuz          | 50° 35′ 26″ N, 21° 00′ 10″ L |
| 47. |        | Wodzisław                               | Jędrzejów    | 951                                | 7,9        | 120                               | Dominik Łukasik      | 50° 31′ 12″ N, 20° 11′ 26″ L |
| 48. |        | Nowy Korczyn                            | Busko        | 900                                | 7,5        | 120                               | Paweł Zagaja         | 50° 17′ 57″ N, 20° 48′ 32″ L |
| 49. |        | Działoszyce                             | Pińczów      | 826                                | 1,9        | 430                               | Stanisław Porada     | 50° 21′ 54″ N, 20° 21′ 09″ L |
| 50. |        | Wiślica                                 | Busko        | 443                                | 4,7        | 94                                | Jarosław Jaworski    | 50° 20′ 55″ N, 20° 40′ 27″ L |
| 51. |        | Opatowiec                               | Kazimierza   | 307                                | 5,5        | 56                                | Sławomir Kowalczyk   | 50° 14′ 31″ N, 20° 43′ 25″ L |